# Abbazia della Santissima Trinità di Spineta
L'abbazia e chiesa della Santissima Trinità di Spineta, comunemente detta abbazia di Spineto, è un'abbazia cistercense fondata nel 1085 che si trova in località "Spineto" nel comune di Sarteano in provincia di Siena, sul versante sud-occidentale del Monte Cetona.

## Storia
Fondata nel 1085 da Willa, vedova del conte Pepone Manenti di Sarteano nel 1112 l'Abbazia fu affidata ai monaci vallombrosani di Coltibuono.
Successivamente il conte Manente, discendente di Willa, nelle vicinanze della fondazione ottenne a livello il terreno di Poggio Moiane «per edificarvi torri e case»; nel XIV secolo il centro fortificato di Poggio delle Moiane divenne libero comune. Durante il Medioevo l'Abbazia di Spineto fu importante centro religioso per i fedeli residenti nella Val d'Orcia e nella confinante Val di Chiana. Nelle sue strutture ospitalizie l'Abbazia accolse i viandanti che dalla vicina Via Francigena transitavano in direzione di Roma per recarsi in pellegrinaggio presso la tomba di san Pietro.
Sul finire del XV secolo iniziò il periodo della sua decadenza. L'Abbazia fu oggetto di numerose commende e nel 1627 passò ai Cistercensi che vi rimasero fino al 1784, anno della sua soppressione deliberata dal granduca Leopoldo II di Toscana. La fondazione già separata dal potere ecclesiastico fu amministrata dallo Spedale degli Innocenti che trasformò la sua struttura originaria in fattoria agricola. Nel 1831 iniziarono successivi passaggi a soggetti privati.
Negli anni recenti le strutture edilizie del complesso abbaziale hanno subito un accurato restauro ed oggi vengono utilizzate per importanti incontri culturali e cerimonie religiose.
Il 12 e 13 maggio 2013 si è svolto nell'abbazia il raduno informale dei ministri del governo Letta.

## Architettura
La chiesa romanica ha il tipico impianto vallombrosano: una navata con tetto in vista, ampio transetto con bracci coperti da volte a crociera e tre absidi inserite nella parete terminale sovrastate da eleganti lunette. All'incrocio tra navata e transetto è inserita una cupoletta, protetta esternamente da un tiburio quadrilatero. Il campanile a vela in mattoni, più recente, sovrasta la campata romanica.
La facciata, con un portale settecentesco, è rivestita in filaretto di calcare chiaro. Unici elementi decorativi sono una figura di quadrupede scolpita entro una lunetta del transetto e due animali a debole rilievo, scolpiti nella facciata.
All'interno, la tela con la Madonna del Buonconsiglio.